# Bah Biak
Bah Biak is een bestuurslaag in het regentschap Simalungun van de provincie Noord-Sumatra, Indonesië. Bah Biak telt 1137 inwoners (volkstelling 2010).